# Miguel Bernad
Miguel Anselmo Azcona Bernad (* 8. Mai 1917 in Ozamis City; † 15. März 2009 in Iligan City, Philippinen) war ein philippinischer Geistlicher, Autor, Hochschullehrer, Historiker, Journalist und Kritiker.

## Leben
Bernard war der Sohn des ersten Gouverneurs von Misamis sowie späteren Abgeordneten des Repräsentantenhauses für den Zweiten Wahlbezirk von Misamis, Anselmo Ledesma Bernand, und von spanischer, amerikanischer und cebuanischer Abstammung.
Nach dem Schulbesuch entschloss sich der tiefgläubige Katholik, Priester zu werden, und studierte an der Yale University, wo er einen Philosophiae Doctor (Ph.D.) erwarb. Danach trat er dem Orden der Jesuiten bei.
Anschließend wurde er Chefredakteur der "Philippine Studies", der Vierteljahresschrift der Ateneo de Manila University (ADMU) sowie später Gründungsredakteur des offiziellen Journals der Xavier University, "Kinaadman", in dem er nicht nur die Epik von Mindanao veröffentlichte, sondern auch Fachaufsätze über die Geschichte, Literatur, Kultur und Kunst von Mindanao.
Er war auch ein langjähriger Professor für Literatur an der Ateneo de Manila University sowie an der Xavier University – Ateneo de Cagayan. Darüber hinaus war er Gastprofessor für Literatur an der Nationaluniversität sowie dem Tamkang College of Arts and Sciences in Taipeh.

## Schriften
- "The Great Island: Studies in the Exploration and Evangelization of Mindanao"
- "Tradition & discontinuity : essays on Philippine history & culture"
- "History against the landscape; personal and historical essays about the Philippines"
- "The Christianization of the Philippines: problems and perspectives"
- "The Inverted Pyramid & Other "Political" Reflections"
- "Adventure in Viet-Nam : the story of Operation Brotherhood, 1954-1957"
- "The lights of Broadway and other essays"
- "The Waiter and the Fisherman: And Other Essays in Literature and Culture"
- "February Revolution and Other Reflections"